# マリア・バティスタ
マリア・バティスタ（12月6日 - ）は、宝塚歌劇団卒業生。元娘役。
兵庫県宝塚市出身、宝塚市立長尾中学校出身。愛称ギューティー。51期生。身長155cm。芸名は本名から考案。血液型はO型。
父はポルトガル人で、母は28期生の千里ゆり、姪は84期生の雪菜つぐみ。三世代タカラジェンヌである。泉バレエ教室・泉バレエ団を主宰。

## 略歴
- 泉バレエ団で活動後、1963年宝塚音楽学校入学。
- 1965年宝塚歌劇団入団。51期生。入団時の成績は54人中46位[1]。花組公演『われら花を愛す/エスカイヤ・ガールス』で初舞台を踏む[1]。同年の12月8日[1]に月組に配属される。
- 1970年12月30日[1]をもって退団。最終出演公演の演目は月組公演『鷗よ 波濤を越えて/青春のプレリュード』[1]。

## 宝塚在団中の主な舞台出演
- 1965年『われら花を愛す/エスカイヤ・ガールス』＊初舞台（3月：宝塚大劇場）
- 1969年『牛飼い童子/嵐が丘』（5月：新宿コマ劇場）
- 1970年『鷗よ 波濤を越えて/青春のプレリュード』（9月：宝塚大劇場）

## 宝塚退団後の主な経歴
- 1995年、チャリティーショー「第21回宝塚ファンフェスティヴァル～高松宮妃癌研究基金のために～」